# Загір'янська сільська рада
Загі́р'янська сільська́ ра́да — адміністративно-територіальна одиниця та орган місцевого самоврядування у Зборівському районі Тернопільської області. Адміністративний центр — село Загір'я.

## Загальні відомості
Загір'янська сільська рада утворена в 1939 році.
- Територія ради: 23 км²
- Населення ради: 1 227 осіб (станом на 2001 рік)
- Територією ради протікає річка Серет

## Населені пункти
Сільській раді були підпорядковані населені пункти:
- с. Загір'я

## Склад ради
Рада складалася з 18 депутатів та голови.
- Голова ради: Хоміцький Зіновій Григорович
- Секретар ради: Глад Оксана Михайлівна

### Керівний склад попередніх скликань
| Прізвище, ім'я, по батькові    | Основні відомості                                                 | Дата обрання | Дата звільнення |
| ------------------------------ | ----------------------------------------------------------------- | ------------ | --------------- |
| Яворчуковський Іван Григорович | Сільський голова, 1964 року народження                            | 26.03.2006   | 01.02.2010      |
| Хоміцький Зіновій Григорович   | Сільський голова, 1956 року народження, освіта вища, безпартійний | 20.06.2010   | 31.10.2010      |
| Хоміцький Зіновій Григорович   | Сільський голова, 1956 року народження, освіта вища, безпартійний | 31.10.2010   |                 |

Примітка: таблиця складена за даними сайту Верховної Ради України

### Депутати
За результатами місцевих виборів 2010 року депутатами ради стали:

#### За суб'єктами висування
| Суб'єкт висування | Кількість обраних депутатів | %   |
| ----------------- | --------------------------- | --- |
| Самовисування     | 18                          | 100 |

#### За округами
| № округу | Прізвище, ім'я, по батькові     | Дата визнання обраним | Освіта             | Партійна приналежність | Відомості про обраного депутата              |
| -------- | ------------------------------- | --------------------- | ------------------ | ---------------------- | -------------------------------------------- |
| 1        | Самсак Іван Петрович            | 04.11.2010            | середня            | позапартійний          | тимчасово не працює                          |
| 2        | Баранюк Ганна Петрівна          | 04.11.2010            | середня спеціальна | позапартійна           | Загір'янська сільська рада, секретар         |
| 3        | Батюх Віктор Петрович           | 04.11.2010            | середня            | позапартійний          | тимчасово не працює                          |
| 4        | Волянюк Андрій Петрович         | 05.08.2013            | середня            | позапартійний          | Тернопільська духовна семінарія, студент     |
| 5        | Главатскіх Юрій Юрович          | 04.11.2010            | середня            | позапартійний          | тимчасово не працює                          |
| 6        | Глад Оксана Михайлівна          | 04.11.2010            | середня спеціальна | позапартійна           | Тернопіль «Кредитпромбанк», економіст        |
| 7        | Хоміцький Володимир Зіновійович | 04.11.2010            | вища               | позапартійний          | ТЗОВ ТД Професіон, менеджер                  |
| 8        | Козла Віталій Васильович        | 04.11.2010            | вища               | позапартійний          | тимчасово не працює                          |
| 9        | Свінціцька Ольга Тадеївна       | 04.11.2010            | середня спеціальна | позапартійна           | тимчасово не працює                          |
| 10       | Процюк Володимир Андрійович     | 04.11.2010            | середня            | позапартійний          | тимчасово не працює                          |
| 11       | Карий Андрій Петрович           | 04.02.2013            | середня            | позапартійний          | Зборівський коледж ТНТУ ім. І.Пулюя, студент |
| 12       | Базюта Сергій Володимирович     | 04.11.2010            | середня спеціальна | позапартійний          | ТЗОВ «Розтоцьке», зварювальник               |
| 13       | Бутин Оксана Володимирівна      | 04.11.2010            | середня спеціальна | позапартійна           | тимчасово не працює                          |
| 14       | Табака Василь Іванович          | 04.11.2010            | середня            | позапартійний          | тимчасово не працює                          |
| 15       | Баран Назарій Петрович          | 14.08.2011            | вища               | позапартійний          | тимчасово не працює                          |
| 16       | Холодян Володимир Ігорович      | 04.11.2010            | середня спеціальна | позапартійний          | тимчасово не працює                          |
| 17       | Голубенко Галина Володимирівна  | 04.11.2010            | вища               | позапартійна           | тимчасово не працює                          |
| 18       | Козар Любомир Іванович          | 04.11.2010            | середня спеціальна | позапартійний          | тимчасово не працює                          |